# Numerology of Birdsong
Numerology of Birdsong ist ein Jazzalbum des Trios Somersault um Tobias Delius. Die am 19. Juni 2018 im Iklectik Art Lab, London, entstandenen Aufnahmen erschienen am 10. September 2019 auf Westhill Records.

## Hintergrund
Der Holzbläser Tobias Delius wurde in Oxford als Sohn eines argentinischen Vaters und einer deutschen Mutter geboren und war vor seinem Umzug nach Berlin im Jahr 2007 ein langjähriger fester Bestandteil der experimentellen Amsterdamer Szene. Für das Trio Somersaults tat er sich für ein selbstbetiteltes Album mit dem britischen Rhythmus-Tandem aus dem Bassisten Olie Brice und dem Schlagzeuger Mark Sanders zusammen, die 2014 auch das Riverloam Trio mit dem polnischen Holzbläser Mikolaj Trzaska bildeten. Als Trio spezialisieren sie sich auf eine dialog-orientierte Art von zurückhaltendem Free Jazz, der je nach individueller Laune in andere Richtungen abweicht, stellte John Sharpe bei Erscheinen des ersten Albums fest. Für ihre zweite Veröffentlichung als Somersaults wählten sie fünf kollektive Improvisationen aus einem Konzert ausgewählt, das im Juni 2018 im Londoner Veranstaltungsort Iklectik aufgezeichnet wurde.

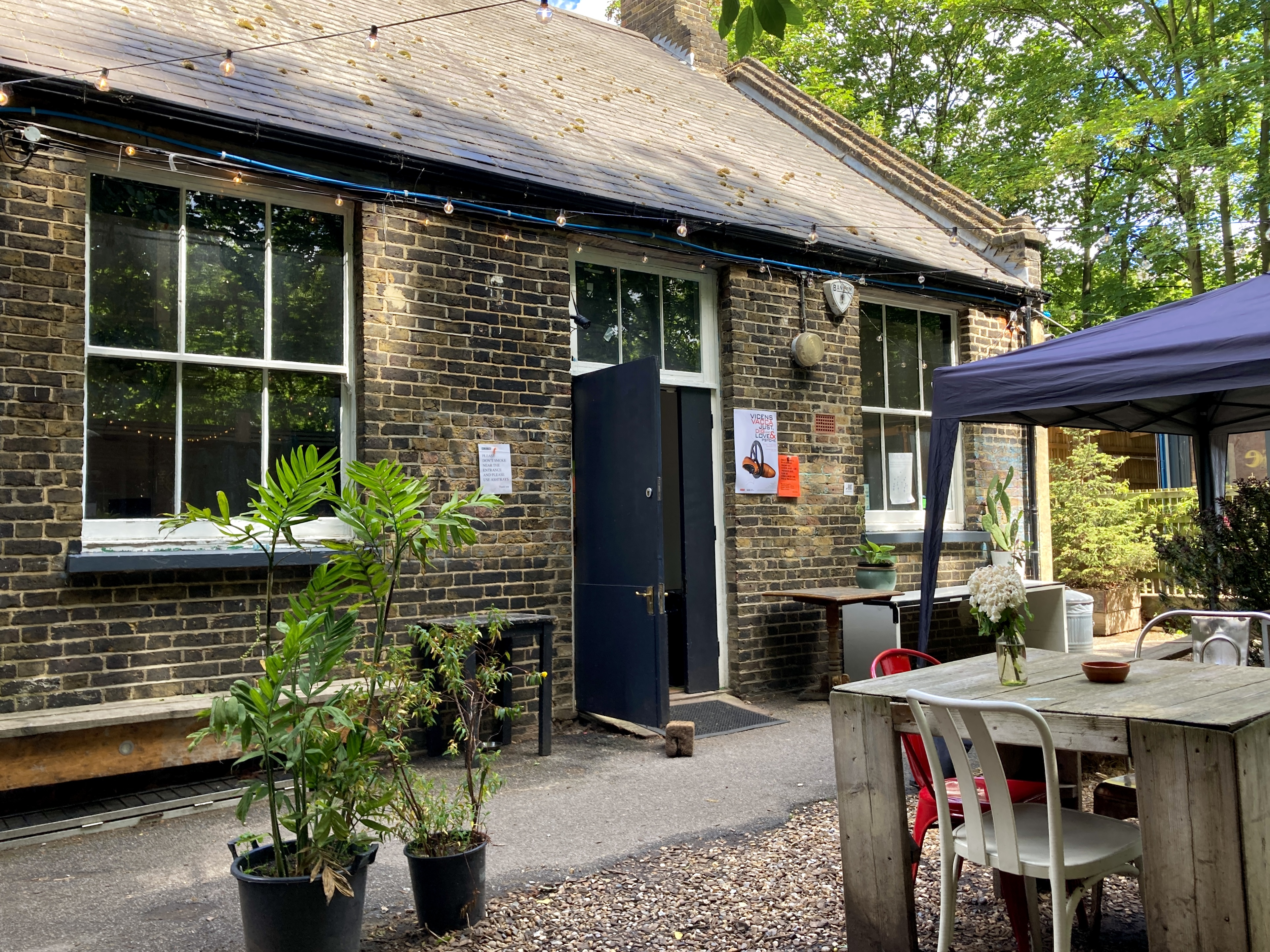
Außeneingang des IKLECTIK in Lambeth, London

## Titelliste
- Somersault: Numerology of Birdsong (Westhill Records WHR001)[3]

1. seek stillness in movement 15:03
2. numerology of birdsong 11:25
3. turdidae 4:55
4. thisteltuige 8:11
5. a probable warbler 16:58

Die Kompositionen stammen von Tobias Delius / Olie Brice / Mark Sanders.

## Rezeption

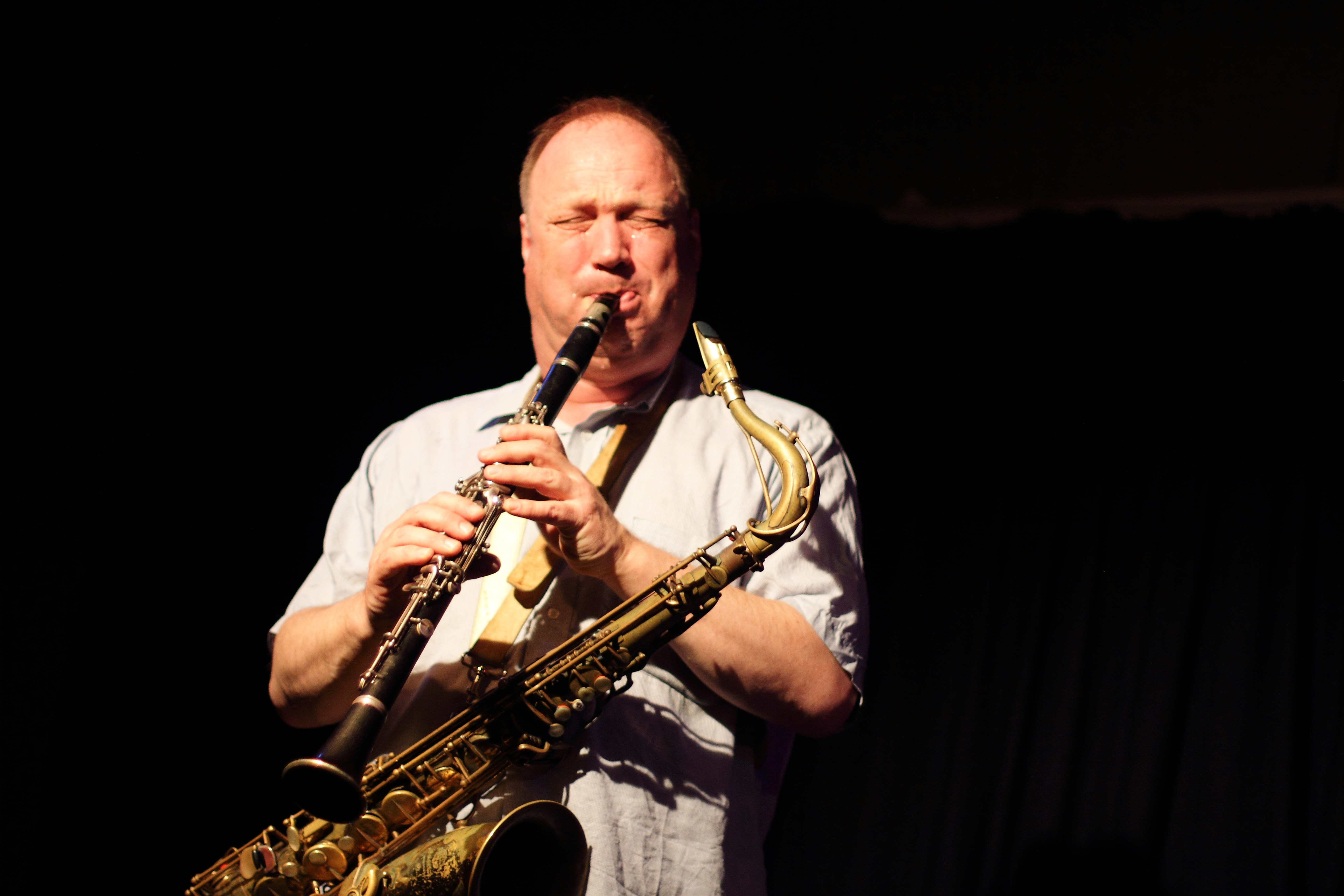
Tobias Delius im Club W74, Weikersheim 2017

Mit seiner seltsam schiefen Phrasierung, vorgetragen mit sprachähnlichen Beugungen, ergänzt durch stimmliches Grunzen und Explosionen, würde Delius wie kein anderer klingen, schrieb John Sharpe in All About Jazz. Seine Gedankengänge unterlägen einer ständigen Modulation, die zu merkwürdigen Nebenbeschäftigungen und hingestreuten Randbemerkungen führt. Manchmal strahle er eine sinnliche Atmosphäre aus, als hätte Ben Webster beschlossen, sich mit Improvisation zu beschäftigen. Er würde unnötiges Überblasen vermeiden und stattdessen gedämpfte Töne, falsche Fingersätze und sparsame Mehrstimmigkeit bevorzugen. Delius’ Kontrollen und Pausen schüfen viel Raum und erzeugten eine transparente und runde Gruppenidentität. Besonders Brice profitiere davon, da er prägnanten Kontrapunkt und rhythmischen Scharfsinn sowie klangliche Vorstellungskraft zur Schau stelle, was sich insbesondere in der Art und Weise zeige, wie er sowohl eckiges Coll’arco-Spiel als auch sehniges Pizzicato in seine Linien integriere. Sein gemächliches Spiel sei eines der charakteristischen Merkmale dieses Trios. Sanders liefere einen weiteren; als einer der Fixpunkte der Londoner Szene jongliere er auf waghalsige Weise mit Metren und Klangfarben.